# Lil Dicky
David Andrew Burd (Pensilvânia, 15 de março de 1988), mais conhecido pelo nome artístico Lil Dicky, é um rapper, comediante e ator norte-americano. Ele ganhou destaque com o lançamento do videoclipe de sua música "Ex-Boyfriend" em 2013, que se tornou popular com mais de um milhão de visualizações no  YouTube em 24 horas. Lançou seu álbum de estreia, Professional Rapper, em 2015.
Em 2018, sua música "Freaky Friday", com Chris Brown, se tornou um sucesso mundial. Ele também ganhou atenção por seu videoclipe de 2019 "Earth", que contou com muitos cantores e atores, incluindo Ariana Grande, Justin Bieber, Ed Sheeran, Shawn Mendes, Kevin Hart, Wiz Khalifa, Charlie Puth, Katy Perry e Leonardo DiCaprio. A música foi feita para aumentar a conscientização sobre o meio ambiente, a poluição e as mudanças climáticas. Burd afirmou que uma parte dos lucros da música está sendo doada para uma variedade de instituições de caridade ambientais.
Em 2020, Burd e o produtor Jeff Schaffer criaram uma série de comédia televisiva baseada na vida de Burd chamada Dave, que estreou no FXX em março de 2020. A segunda temporada do programa foi ao ar em 2021 e sua terceira temporada estreou em 5 de abril de 2023.